# Rosenergoatom
Rosenergoatom (Ryska: РосЭнергоАтом) är ett ryskt statligt kärnenergiproducerande företag. Det ligger under den federala atomenergibyrån Rosatom.

## Ägande och etablering
Företaget grundades den 7 september 1992 genom presidentdekret 1055: "Om driftorganisation av kärnkraftverk i Ryska federationen". Enligt dekretet den 8 september 2001 införlivades alla ryska civila kärnkraftverk samt alla stödjande företag i Rosenergoatom. Den 19 januari 2007 antog det ryska parlamentet lagen "Om särdragen vid förvaltning och disposition av egendom och andelar i organisationer som använder kärnenergi och om relevanta ändringar av vissa rättsakter i Ryska federationen", som skapade Atomenergoprom - ett holdingbolag för all rysk civil kärnkraftsindustri såsom Rosenergoatom, kärnbränsleproducenten och leverantören TVEL, uranhandlaren Tekhsnabexport (Tenex) och kärnkraftsanläggningskonstruktören Atomstroyexport.
I augusti 2008 omorganiserades Rosenergoatom till ett öppet aktiebolag och döptes om till Energoatom. Alla aktier i företaget överfördes till Atomenergoprom i slutet av 2008. År 2009 återinfördes det tidigare namnet.

## Aktiviteter
Per 2021 driver Rosenergoatom 11 kärnkraftverk med 38 reaktorer. Det finns en plan för att öka antalet reaktorer i drift till 59 år 2030.
Det flytande mobila kärnkraftverket Akademik Lomonosov har tagits i drift i Chukotka i Fjärran Östern och hade i maj 2020 levererat 47,3 GWh nollutsläppsenergi, vilket täckte 20 procent av efterfrågan i regionen. Den 30 juni 2020 började den leverera värmekraft till Pevek.